# Sint-Lodewijk
Sint-Lodewijk is een gehucht in de Belgische provincie West-Vlaanderen, gelegen op het grondgebied van de gemeente Deerlijk. Het is een afzonderlijke kern, bijna vier kilometer ten zuiden van het centrum van Deerlijk. Het ontstond in het begin van de 19de eeuw op het hoogste punt in de gemeente, de Olieberg (40 meter), langs de weg van Zwevegem naar Otegem. Het gehucht heeft een eigen parochie en kerk. Dit is de Kerk van Onze-Lieve-Vrouw Onbevlekt Ontvangen.
De parochie Sint-Lodewijk ondernam in de 19de en begin 20ste eeuw enkele pogingen om zich af te scheiden van Deerlijk en een zelfstandige gemeente te worden.
In de streektaal gebruikt men steevast de Franse term Saint-Louis om het gehucht aan te duiden; veelal wordt de uitspraak dan nog vervormd tot Sellewie.

## Geschiedenis

### Pladijshoek
In de 17de eeuw heette Sint-Lodewijk nog "Pladijshoek", waar in 1666 een kapel gebouwd werd, indertijd omschreven als de Capelle te Keyselberge, zoals te zien op de 18de-eeuwse Ferrariskaart. In 1774 werd een nieuw gebedshuis gebouwd, waarbij de bestaande kapel als portaal diende voor de vergrote versie. In 1804 kreeg men een proost en in 1855 werd het een zelfstandige parochie.
Rond 1860 kreeg de parochie een pastorie. In 1869 ten slotte kwam de huidige kerk; de kapel werd in 1885 gesloopt.

### Keyselberg(e)
Vermits de kapel die in 1666 gebouwd werd "Capelle te Keyselberge" werd genoemd, is het waarschijnlijk dat de heuvel die men tegenwoordig de "Olieberg" noemt destijds de Keyselberg was. Dit is niet onlogisch vermits de heuvel bekend is om zijn kleigrond met kiezels. Het is voorts onduidelijk waar de naam "Olieberg" vandaan komt en het is evenmin duidelijk of de benaming "Olieberg" in de tijd voorafging door de benaming "Oliebergstraat" van een straatje aan de flanken van die heuvel, of die straat is genoemd naar de heuvel zelf. De huidige benaming "Olieberg" komt hoogstwaarschijnlijk van het Nederlandse woord 'olieberg' dat geografisch wel vaker voorkomt en dat een algemene benaming is voor 'terp' of 'aardheuvel'. In die zin ligt het gehucht 'Sint Lodewijk' dus op een 'olieberg' die oorspronkelijk de benaming 'Keyselberge' droeg en die door de tijd heen geleidelijk aan kortweg "Olieberg" is gaan heten, net zoals Sint Lodewijk oorspronkelijk 'Pladijshoek' heette en door de stichting van de parochie "Saint-Louis" ook die laatste naam is gaan overnemen.

## Verklaring van enkele straatnamen
- Andrieslaan, genoemd naar de Kortrijkenaar Adriaan Andries die in 1666 op het gehucht de Pladijshoek (nu Sint-Lodewijk) een kapel liet bouwen ter ere van O.-L.-Vrouw Onbevlekt Ontvangen, "de Capelle te Keyselberge" genaamd.
- Bouckaertstraat, verwijst naar de familie Bouckaert uit Sint-Lodewijk. Zij waren tot ver in het omliggende bekend als beoefenaars van de volksgeneeskunde en volksdiergeneeskunde. Een bekende telg van deze familie was François (of Frans) Bouckaert (1853-1937). Naast herbergier was hij ook kruidendokter en belezer. Op vraag van lijdenden trachtte hij mensen en dieren te genezen en te onttoveren, om zo het kwaad te bestrijden. Dit paste in het toen nog wijdverbreide bijgeloof.[1]
- Kapelstraat, verwijst naar "de Capelle te Keyselberge".
- Pladijsstraat, verwijst naar de vroegere benaming van het gehucht Sint-Lodewijk.
- Paul Vanaverbekestraat, genoemd naar oud-schepen Paul Vanaverbeke (1946-1998). Hij overleed door een auto-ongeval in Ruddervoorde.[2]
- Camiel Vereeckelaan, verwijst naar de lokaal bekende handelaar in cichorei, meststoffen en steenkool Camiel Vereecke (1861-1951). Zijn bedrijf was gelegen in de Otegemsesteenweg 1. Later kwamen ook zijn zoon Jerome (1895-1986) en kleinzoon Roger (1921-2018) in de zaak. Na het overlijden van Camiel verkocht de familie Vereecke haar landerijen tussen de Pladijs- en de Oliebergstraat. In 1959 werd een oude wegel op dit domein omgevormd tot een straat, die op aangeven van zoon Jerome werd vernoemd naar Camiel Vereecke. Later zou in de buurt de Oliebergwijk verrijzen. Kleinzoon Roger was een beroemde duivenliefhebber die verscheidene kampioentitels behaalde en behoorde tot de wereldtop binnen zijn discipline.[3][4]
- Verhammelaan, genoemd naar kanunnik Edmond Verhamme. Hij was geboren in Sint-Lodewijk en heeft er zijn jeugd doorgebracht.
- Verrieststraat, verwijst naar de familie Verriest met als stamvader Petrus-Johannes. Aan het huis waar hij in 1796 werd geboren, hangt een gedenkplaat. Deze koopman, koster en armenmeester was de vader van priester-schrijver Hugo Verriest. Ook twee van zijn andere kinderen, Adolf en Gustaaf, werden bekende figuren.

## Buurthuis
Het buurthuis van Sint-Lodewijk bevindt zich in het gebouw van het voormalige café-zaal De Gilde in de Pladijsstraat.

## Onderwijs
Sint-Lodewijk heeft een basisschool. De “Vrije basisschool Sint-Lodewijk” is gehuisvest in twee gebouwen langs de Pladijsstraat. Het vrij onderwijs in Sint-Lodewijk werd eind 19de eeuw opgericht door de Zusters van Onze-Lieve-Vrouw van Bijstand uit Kortrijk.

## Hoofddorp
In februari 2014 werd Sint-Lodewijk een van de 26 nieuwe hoofddorpen in West-Vlaanderen. In een hoofddorp kan worden voorzien in extra woongelegenheden. Deze benoeming door de provincie kwam er op vraag van de gemeente Deerlijk.

## Woonwijk Het Jagershof is ‘Beste Buurt van Vlaanderen’
Uit meer dan 300 buurten werd op 3 oktober 2023 Het Jagershof, een nieuwe woonwijk in het centrum van Sint-Lodewijk, verkozen tot ‘Beste Buurt van Vlaanderen’. Radio2 ging met de actie Goeiemorgen Morgen! op zoek naar de ‘Beste Buurt van Vlaanderen’, waarbij Het Jagershof als beste uit de bus kwam. 
Twee dagen later volgde het Beste Buurtfeest met een live-uitzending van het programma Goeiemorgen Morgen! en een kort optreden van Bart Kaëll.

## Beroemde (oud-)bewoners
- Nico Declercq, fysicus, akoesticus en professor
- Johan Deseyn, romanschrijver
- Stijn Devolder, wielrenner
- Reinhild Vandekerckhove, taal- en letterkundige
- Roger Vereecke, colombofiel
- Edmond Verhamme, geestelijke, leerkracht en inspecteur onderwijs
- Petrus-Johannes Verriest, handelaar, koster en armenmeester

## Nabijgelegen kernen
Vichte, Statiewijk, Zwevegem, Heestert, Otegem

## Externe link

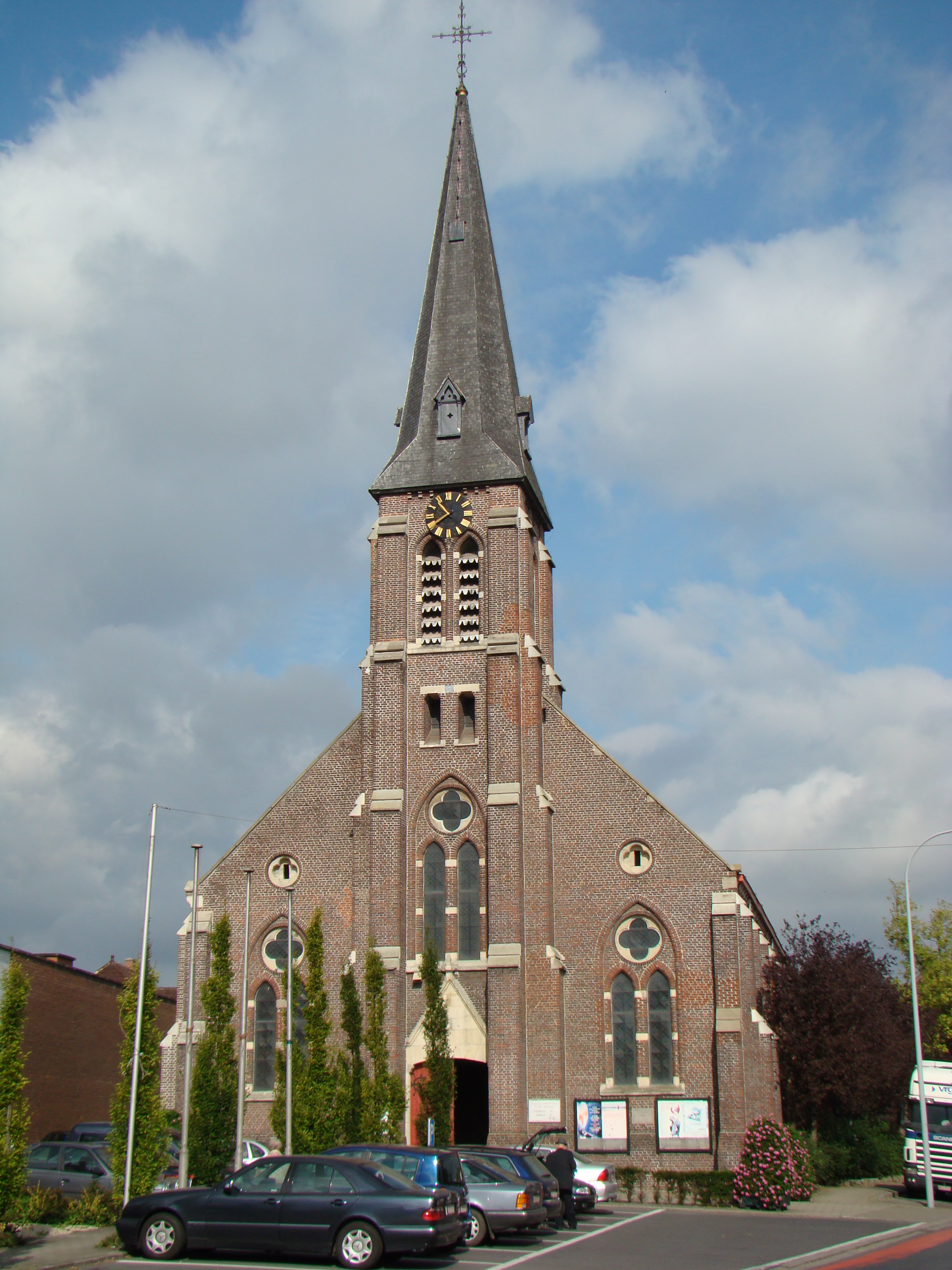
Onze-Lieve-Vrouw Onbevlekt Ontvangenkerk van Sint-Lodewijk
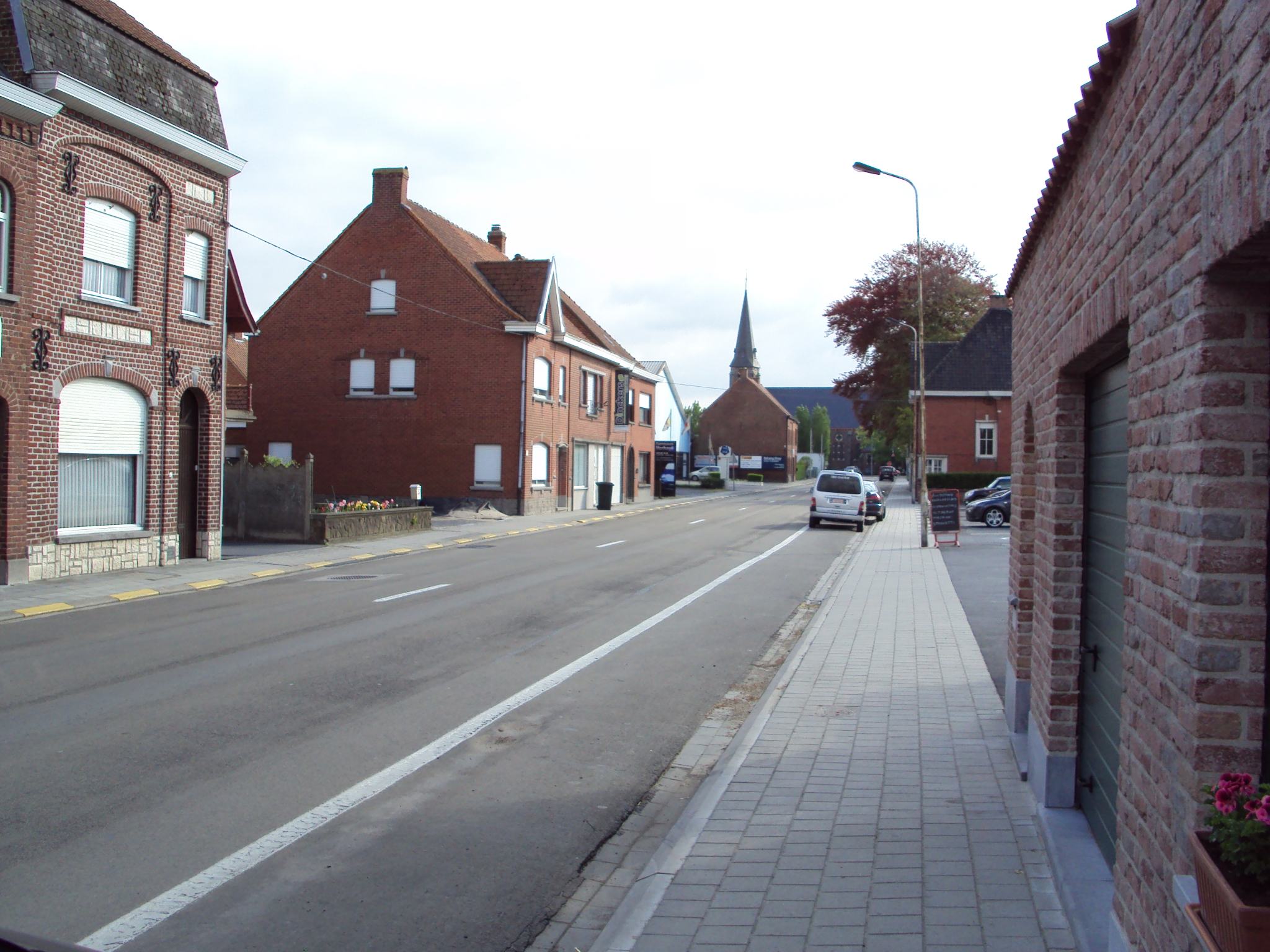
Kerkstraat in Sint-Lodewijk
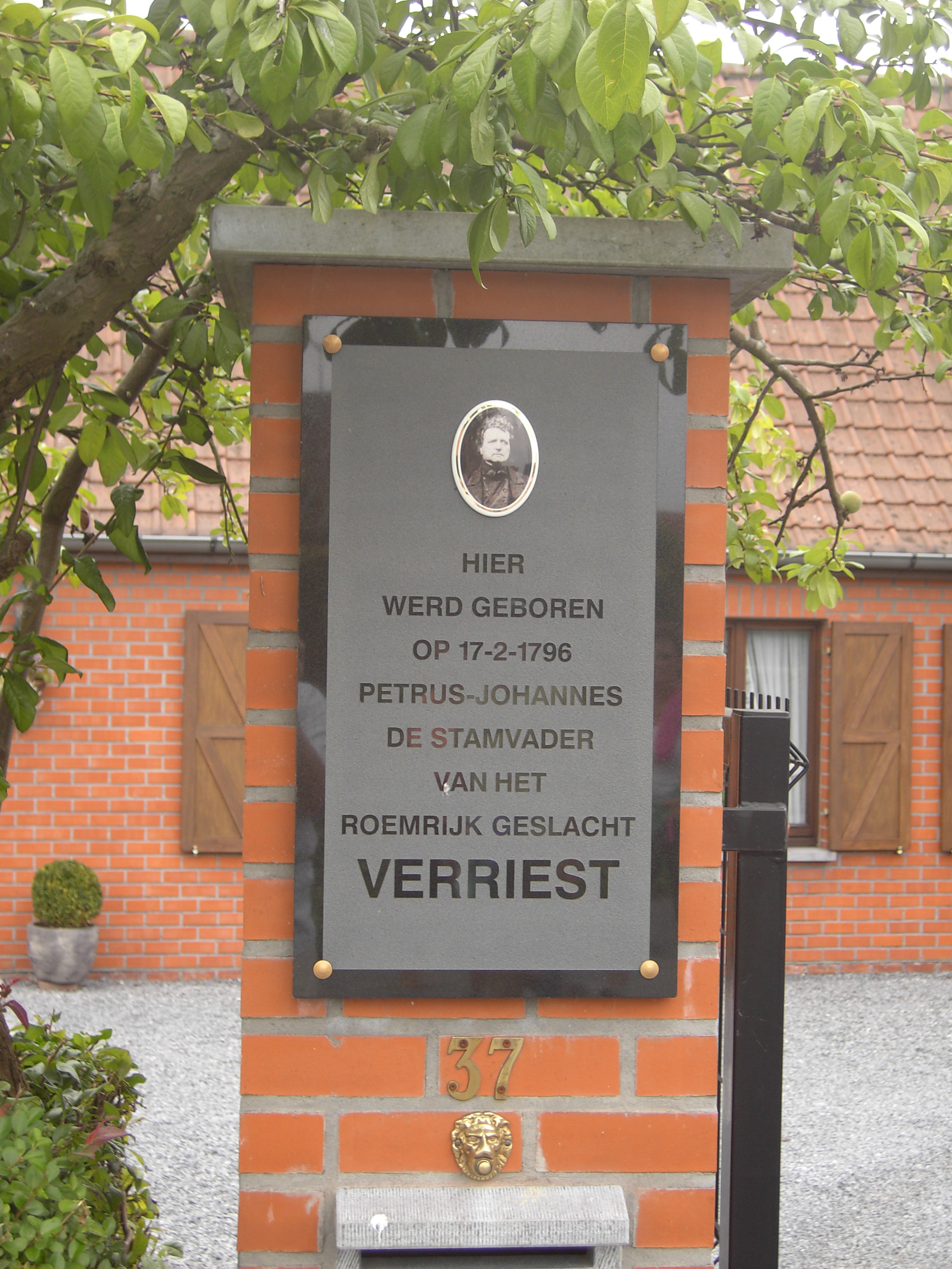
Geboorteplaats van Petrus-Johannes Verriest in de Verrieststraat in Sint-Lodewijk